# Luperina unicolor
Luperina unicolor är en fjärilsart som beskrevs av Le Charles 1926. Luperina unicolor ingår i släktet Luperina och familjen nattflyn. Inga underarter finns listade i Catalogue of Life.